# Coccidohystrix artemisiae
Coccidohystrix artemisiae är en insektsart som först beskrevs av Kiritchenko 1937.  Coccidohystrix artemisiae ingår i släktet Coccidohystrix och familjen ullsköldlöss. Inga underarter finns listade i Catalogue of Life.